# آناهیتا خلعتبری
آناهیتا خلعتبری روزنامه‌نگار، گوینده خبر، گزارشگر، بازیگر، مدل و مجری ایرانی‌الاصل اهل آمریکا است.
وی که در انگلستان رشد و تحصیل کرده‌است، از نوادگان محمدولی‌خان تنکابنی، نخست‌وزیر سابق ایران، برای ۴ دوره (۱۹۰۹) است.
خلعتبری تا کنون در دوران کاری خود با افراد مشهور زیادی مصاحبه کرده‌است که از جمله آن‌ها می‌توان به لری کینگ، مجری آمریکایی و آنتونیو ویلاراگوزا، شهردار لس آنجلس، اشاره کرد.

## گزیده فیلمشناسی
از فیلم‌ها یا برنامه‌های تلویزیونی که وی در آن نقش داشته‌است می‌توان به آثار زیر اشاره کرد.
| نام فیلم   | کرگردان     | سال تولید | توضیحات     |
| ---------- | ----------- | --------- | ----------- |
| شیرین عاشق | رامین نیامی | ۲۰۱۴      | در نقش مریم |